# Estación Manzana del Saber (MIO)
Manzana del Saber es una de las estaciones del Sistema Integrado de Transporte MIO, en la ciudad de Cali, inaugurado en el año 2008.

## Ubicación
Se encuentra ubicada en el sur de la ciudad en la tradicional calle 5 con carrera 27, cerca a la iglesia San Fernando Rey, el barrio del mismo nombre y la Biblioteca Departamental.

## Características
La estación solo contiene una sola vía de acceso y queda por el semáforo de la calle 5 con carrera 27. 

## Servicios de la estación

### Rutas expresas
| Ruta | Estación Origen             | Estación Destino  | Sentido (N/S) |
| ---- | --------------------------- | ----------------- | ------------- |
| E27  | Terminal Menga Av 3N Cl 70N | Capri Cl 5 Cra 78 | Ambos         |

### Rutas troncales
| Ruta | Estación Origen                        | Estación Destino             | Sentido (N/S) |
| ---- | -------------------------------------- | ---------------------------- | ------------- |
| T31  | Terminal Paso del Comercio Cra 1 Cl 71 | Universidades Cra 100 Cl 16  | Ambos         |
| T37  | Terminal Paso del Comercio Cra 1 Cl 71 | Capri Cl 5 Cra 78            | Ambos         |
| T47B | Terminal Andrés Sanín Cl 75 Cra 19     | Unidad Deportiva Cl 5 Cra 52 | Ambos         |
| T57A | Nuevo Latir Cra 28D Cl 79              | Capri Cl 5 Cra 78            | Ambos         |

### Rutas pretroncales
| Ruta | Origen                              | Trayecto              | Destino                    |
| ---- | ----------------------------------- | --------------------- | -------------------------- |
| P62A | Terminal Simón Bolívar Cl 25 Cra 66 | Cra 66 - Cl 5 - Av 4N | Las Américas Av 3N Cl 23AN |

### Rutas circulares
| Ruta | Origen                             | Trayecto                                                                    | Destino                            |
| ---- | ---------------------------------- | --------------------------------------------------------------------------- | ---------------------------------- |
| C417 | Terminal Andrés Sanín Cl 73 Cra 19 | Tv 103 - Cr 27 - Av. Ciudad de Cali - Cr 99 - Troncal Cl 5 - Troncal Cr 15  | Terminal Andrés Sanín Cl 73 Cra 19 |
| C471 | Terminal Andrés Sanín Cl 73 Cra 19 | Troncal Cr 15 - Troncal Cl 5 - Cra 99 - Av. Ciudad de Cali - Cr 27 - Tv 103 | Terminal Andrés Sanín Cl 73 Cra 19 |

### Rutas alimentadoras
| Ruta | Origen              | Trayecto                        | Destino                |
| ---- | ------------------- | ------------------------------- | ---------------------- |
| A04  | Inicio de recorrido | Cr 34 - Cr 27 - Cr 4 - Cl 14 Oe | Bellavista             |
| A70  | Mortiñal            | Av. Circunvalar - Cr 27 - Cl 5  | Tequendama Cl 5 Cra 39 |